# Franciscus de Geronimo
Franciscus de Geronimo (Grottaglie, 17 december 1642 – Napels, 11 mei 1716) was een Italiaanse jezuïet en rooms-katholiek heilige. Hij is vooral bekend geworden door zijn prediking en zijn werk onder de armen en personen die zich aan de rand van de maatschappij bevonden in de volkswijken van Napels. Zijn feestdag wordt gevierd op 11 mei.

## Vroege leven
Franciscus de Geronimo (ook wel: Francesco (de) Girolamo of Franciscus (de) Hieronymo) werd geboren op 17 december 1642 in Grottaglie, een stadje in het Italiaanse koninkrijk Napels. Hij groeide op in een katholiek gezin en ontwikkelde al op jonge leeftijd een sterke toewijding aan het geloof. Na zijn opleiding in de lokale gemeenschap, trad hij op 18-jarige leeftijd toe tot de jezuïeten, een religieuze orde die zich richtte op onderwijs en missionering.

## Missionaris
Franciscus de Geronimo had altijd de ambitie om missionaris te worden, en droomde van een zending naar het Verre Oosten. Zijn verlangens om naar Japan of India te gaan werden echter niet vervuld. In plaats daarvan werd hij toegewezen aan Napels, waar zijn werk en toewijding tot zending vooral bekendheid verworven.
Hij werd bekend om zijn bijzondere gave van preken en zijn vermogen om het Evangelie direct en eenvoudig over te brengen, vooral in de arme volkswijken van Napels. Hij sprak niet alleen in kerken, maar ook op pleinen en markten, waar hij een boodschap van barmhartigheid en bekering verkondigde. Franciscus besteedde veel van zijn tijd aan het bemoedigen van de armen, zieken, en zelfs prostituees, en was bekend om zijn onvermoeibare biecht- en pastorale zorg.
Hij was niet alleen een getalenteerd redenaar, maar ook een man van gebed en ascese. Hij leefde een eenvoudig en ernstig leven, met grote nadruk op de heilige sacramenten. Zijn werk werd gekarakteriseerd door zijn diepe verbondenheid met de armen en de verlatenen, die hij beschouwde als de prioriteit van zijn apostolaat.
Hij was een man van gebed en meditatieve verstilling, altijd in de weer met zijn zending, maar tegelijkertijd in staat om een diep spiritueel leven te onderhouden. Dit maakte hem tot een geliefd figuur in zijn tijd.

## Dood, heiligverklaring en devotie
Franciscus de Geronimo stierf op 11 mei 1716 in Napels, waar hij bijna veertig jaar had gewoond en gewerkt. Zijn dood werd ervaren als een verlies voor de stad, maar zijn invloed bleef na zijn overlijden voortleven. Hij werd geroemd om zijn heiligheid en toewijding.
Op 2 mei 1758 werd hij tot eerbiedwaardig uitgeroepen door paus Benedictus XIV en op 2 mei 1806 werd zijn zaligverklaring in Rome goedgekeurd door paus Pius VII. Later, op 26 mei 1839, werd hij heilig verklaard door paus Gregorius XVI, als gevolg van zijn voorbeeldige leven en grote invloed in het pastoraat.
De feestdag van Franciscus de Geronimo wordt gevierd op 11 mei, de dag van zijn overlijden. Hij wordt vereerd in veel katholieke gemeenschappen, vooral in Napels en andere delen van Italië.
Hij wordt vaak afgebeeld in jezuïetenhabijt, met een bijbel en een gebeeldhouwde staf, als symbolen van zijn prediking en pastoraal werk.
De heilige Franciscus de Geronimo wordt herinnerd voor zijn toewijding aan het verkondigen van het Evangelie in de volkswijken van Napels. Zijn voorbeeld wordt nog steeds gezien als een model van pastorale zorg en verkondiging van de boodschap van Christus aan de armen en behoeftigen. Zijn werk heeft de basis gelegd voor vele generaties van jezuïeten en andere religieuzen die zich inzetten voor de zorg van de armsten in de samenleving.